# Claudio Bonivento
Claudio Bonivento (* 14. November 1950 in Faggetto Lario, Provinz Como) ist ein italienischer Filmproduzent und -regisseur.

## Leben
Bonivento begann zunächst bei verschiedenen Schallplattenfirmen und war ab 1976 bei Telemontecarlo für den Programmablauf verantwortlich. Seit 1980 ist er als Produzent für Kinofilme tätig; zwei Jahre später gründete er Numero Uno International, mit der er vor allem junge Regisseure produzierte. Daneben machte er auch Filme für das Fernsehen.
Im Jahr 1997 drehte Bonivento seinen ersten Film als Regisseur, was er ab 2001 für das Fernsehen fortsetzte, auch für Serien.
Mehrfach wurden seine Produktionen ausgezeichnet.

## Filmografie (Auswahl)

### Regisseur
- 1997: Altri uomini
- 2010: Crimini (Fernsehserie)
- 2012: Anita Garibaldi

### Produzent
- 1990: Ultra (Ultrà)
- 1991: Wenn man vom Teufel spricht (Un piede in paradiso)
- 1994: Cops (Poliziotti)